# 麻城
麻城（あさじょう）は、香川県三豊市高瀬町上麻にある日本の城跡。三豊市指定史跡。

## 概要
戦国時代、麻の領主・近藤国久の詰めの城。国久は大平国祐の弟で、ともに香川氏に属していた。

## 歴史
- 天正5年(1577年)に、大西覚養が長宗我部元親に居城の白地城を落とされ、この城に落ち延びている[3]。
- 天正6年(1578年)頃に、長宗我部元親による西讃岐侵攻により落城し、国久も討死した。その際、国久が谷に落ち命を絶った伝承があり、その谷は「横死ヶ谷（おじがだに）」と呼ばれている[2]。